# 鲍伊·鲍拉日
鲍伊·鲍拉日（匈牙利語：Baji Balázs，1989年6月9日—）是匈牙利男子田徑運動員。2012年8月7日，Balazs Baji在夏季奧林匹克運動會110公尺跨欄預賽第6組以13.76秒完賽，並在同組選手劉翔單腳跳至終點後，衝向前攙扶劉翔並給予鼓勵。

## 外部連結
- 鲍伊·鲍拉日在的頁面